# DR Nyheder

Logo von 2007

DR Nyheder war ein digitales Hörfunkprogramm für Nachrichten von Danmarks Radio. Der Sendebetrieb wurde zum 31. Januar 2012 eingestellt.
Im deutsch-dänischen Grenzgebiet war der Sender via DAB zu empfangen.